# Dirk ter Haar
Dirk ter Haar (Oosterwolde, 19 de abril de 1919 — Drachten, 3 de setembro de 2002) foi um físico neerlandês-britânico.
Dirk ter Haar (Dr, B.Sc., M.Sc., MA, D.Sc., FRSE) estudou física na Universidade de Leiden, foi pesquisador associado de Niels Bohr em Copenhagen, e obteve o doutorado na Universidade de Leiden, orientado por Hendrik Anthony Kramers, com uma tese sobre a origem do sistema solar. Em 1949 tornou-se professor de física na Universidade de St Andrews e em 1950 imigrou para a Inglaterra, onde obteve depois a naturalização. Foi membro do Magdalen College, Oxford e reader de física teórica na Universidade de Oxford.
Diversos físicos proeminentes foram seus discípulos, incluindo Anthony Leggett, Nobel de Física em 2003.
Dirk ter Haar escreveu diversos livros de física, como por exemplo Elements of Statistical Mechanics. Adicionalmente, escreveu um livro sobre Kramers e foi editor do periódico Physics Letters (depois Physics Letters A). Em 1984 o livro Essays in Theoretical Physics in honour of Dirk ter Haar foi publicado em homenagem a seu trabalho sobre física estatística e mecânica quântica.
Em 1949 Dirk ter Haar casou com Christine Janet Lound, e tiveram dois filhos e uma filha.

## Obras
- D. ter Haar, Elements of Statistical Mechanics. London: Constable (1954). 2ed (1966) New York: Holt, Rinehart & Winston; 3ed (1995) Oxford: Butterworth-Heinemann.
- D. ter Haar and H. Wergeland, Elements of Thermodynamics, Addison-Wesley, 1960.
- D. ter Haar, Elements of Hamiltonian Mechanics, Pergamon Press, Oxford.
- D. ter Haar, The Old Quantum Theory, Pergamon Press, Oxford, 1967.
- D. ter Haar, Lectures on Selected Topics in Statistical Mechanics, Pergamon Press, Oxford, 1977.
- D. ter Haar, Master of Modern Physics. The Scientific Contributions of H. A. Kramers, Princeton University Press, 1998.